# Alejandro Yepes
Alejandro Yepes Balsalobre, detto Álex (Cieza, 12 marzo 1989), è un giocatore di calcio a 5 spagnolo, campione europeo con la Nazionale spagnola nel 2016.

## Palmarès

### Club
- Supercoppa di Spagna: 3
ElPozo Murcia: 2012, 2014, 2016
- Coppa del Re: 2
ElPozo Murcia: 2015-16, 2016-17

### Nazionale
- Campionato d'Europa: 1
Serbia 2016